# Brant Bjork
Brant Bjork (Redlands, 19 maart 1973) is een muzikant uit de Palm Desert Scene. Hij is een drummer, zanger, muziekproducent, gitarist, bassist en een van de oprichters van de band Kyuss.
De ganjacultuur is waar Bjork interesse in heeft. Hij ziet marihuana als een tool en medicijn. Hij benoemt dit in nummers als "The Greeheen" en "Automatic Fantastic".

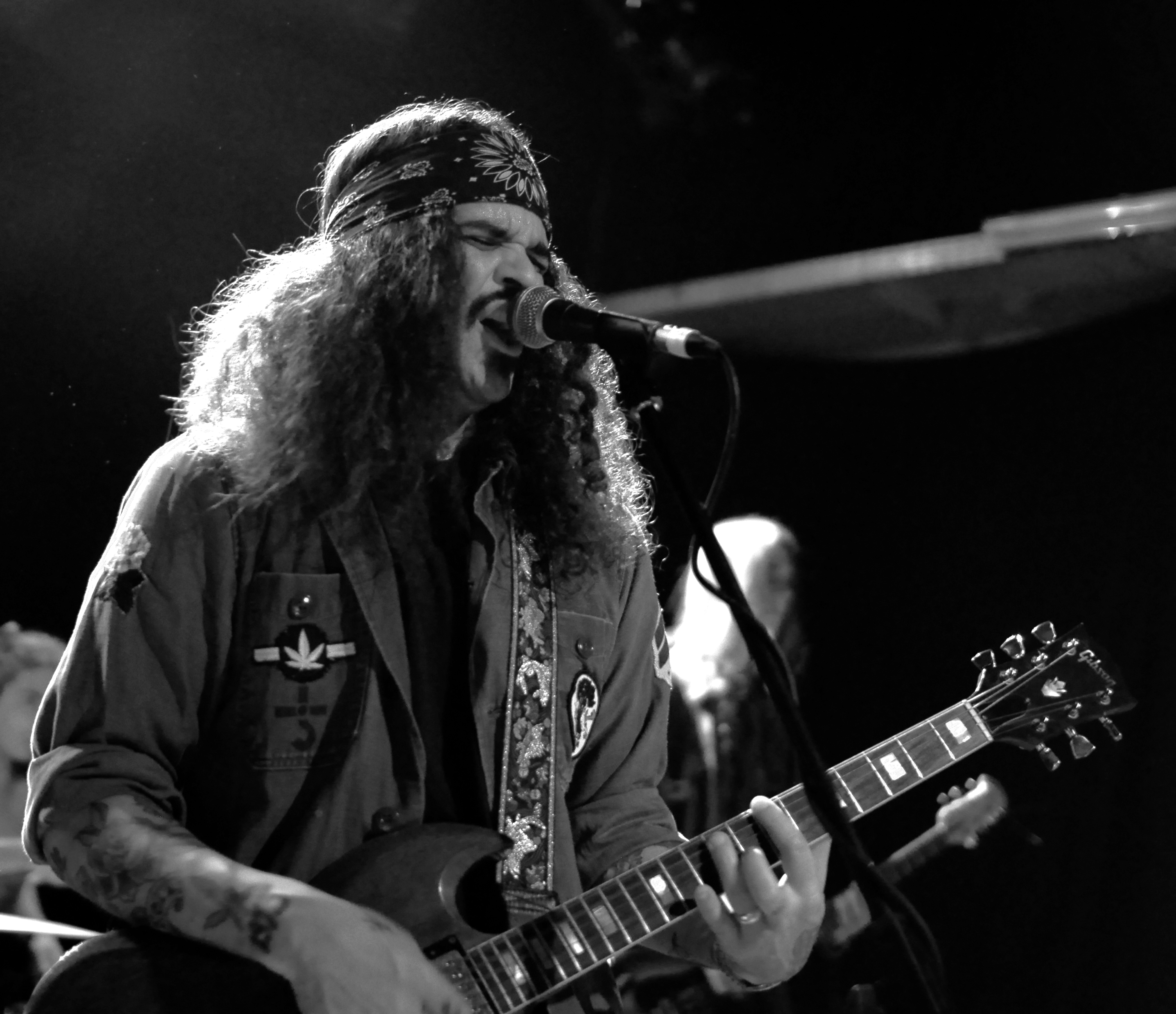
Brant Bjork, Kantine, Augsburg, oktober 2008

## Biografie

### Jeugd en Kyuss
Bjork werd geboren in Redlands en verhuisde na 2 jaar naar La Quinta (Avenida Diaz) in Californië waar hij opgroeide. Zijn adoptievader was een rechter uit Indio en zijn adoptiemoeder werkte als schooljuf. Bjork werd geïnspireerd door een lokaal bandje (The Swinkers). Hij richtte zich op het spelen van de drum. Zijn eerste bandje heette 'Today', die hij in het begin van zijn tiener jaren oprichtte met gitarist Ted Reed en bassist Craig Armstrong, die ook in een lokaal bandje speelde. Today was vanaf het begin een jambandje die ook Punkrock speelde. Ted kende Larry Lalli goed waardoor Today in het voorprogramma stond van Englenhood. Vanaf dat moment kwam Bjork in aanraking met onder andere Mario Lalli en andere leden uit de Palm Desert Scene en werd hij langzaam een bekende in deze scene.
Toen hij 13 was kreeg hij een akoestische gitaar. Daarop ontwikkelde hij het schrijven van nummers. Eind jaren tachtig (87/88) had hij plannen om met Chris Cockrell een band te vormen. Cockrell wilde basgitaar spelen en kocht zijn eerste basgitaar van Nick Oliveri. Oliveri bracht Bjork in contact met andere muziekstijlen zoals heavy metal. Bjork bracht Josh Homme als gitarist bij de band. Na enkele jamsessies werd John Garcia uitgenodigd en ontstond eind jaren 80 de band Katzenjammer (niet te verwarren met de latere gelijknamige Noorse band). Dit is het Duitse woord voor 'kater'. Bjork kwam de naam tegen die ze korte tijd gebruikte. Dit gebeurde allemaal tijdens zijn schoolperiode. Bjork jamde drie weken met collectief.
Samen met Josh Homme had hij een sleutelrol in de band, omdat zij de meeste muziek maakten. Brant werd hierin erg geïnspireerd door The Misfits. Andere bands als Ramones, Motorhead en Black Flag hoorden ook tot hun inspiratiebronnen.
De naam Katzenjammer werd al snel vervangen door Sons of Kyuss. Deze naam werd door Bjork gekozen uit het rollenspel Dungeons & Dragons. Deze naam werd later verkort tot Kyuss. Bjork vond het een gepaste naam omdat Kyuss geen muziekstijl impliceert.
De band verhuisde in 1990 naar Los Angeles en tekende bij Chameleon Records. Na het eerste album werden ze opgemerkt door het grote label Elektra Records. Hiermee werd Kyuss de eerste desertrockband met internationaal succes.
Bjork was een van de creatieve breinen in Kyuss. Hij leverde een groot deel van het materiaal. Omdat Homme steeds meer de touwtjes in handen kreeg en hij niet de drummer wilde zijn in een band waarin alles was voorgekauwd, verliet Bjork in 1994 gefrustreerd de band.
Tijdens zijn begintijd in Kyuss is Alfredo Hernández zijn grote voorbeeld geweest als drummer.

### Tijd na Kyuss
In 1997 vestigde Bjork zich kort in Santa Cruz (Californië) om gitaar voor de hardcorepunkband LAB te spelen. Deze bestond uit de overige bandleden (Bill Torgerson en Mike Neider) van de punkband BL'AST!. Deze was in de jaren tachtig acief. Bjork speelde op de 7"-ep Burning Leaf/Chihuahua van de band LAB.
Eind jaren 90 speelde Bjork samen met Jesse Hughes in de instrumentale coverband Black List Heroes. Ze speelden covers van Black Sabbath. Bjork speelde drum en Hughes basgitaar.
Van 1997 tot 1998 speelde Bjork in de Desert Sessions en gitaar voor de band Fatso Jetson. Deze band bestaat uit de leden Mario en Larry Lalli die het fundament hebben gelegd met hun band Yawning Man voor de stonerrock, de generator parties en de Palm Desert Scene.

### Fu Manchu en Mondo Generator
In 1997 voegde Bjork zich als drummer bij de band Fu Manchu. Eerder was hij de producer voor hun album No One Rides for Free. Hij speelde mee op hun 7"-split-ep Jailbreak die 1998 uit kwam het het goed ontvangen album The Action Is Go. Hij zou tot 2001 bij deze band blijven tot en met de release van de Lp California Crossing. Bjork speelde ook mee op de Lp's Eatin' Dust en King of the Road.
In dezelfde periode (1997) speelde Bjork ook drum voor zijn oud-bandlid Nick Oliveri, met wie hij samen in Kyuss had gespeeld. Oliveri had zijn band Mondo Generator. Bjork kwam op met die naam door dit op de basversterker van Oliveri te spuiten met graffiti in de begintijd van de band Kyuss. Dit is ook afgebeeld op het cd-hoesje van de cd Blues for the Red Sun van de band Kyuss. Bjork speelde mee op de lp Cocaine Rodeo die in 2000 uitkwam, de lp A Drug Problem That Never Existed die uitkwam in 2003 om tot 2004 met deze band te toeren. Bjork is ook te zien op de live-dvd van Mondo Generator Use Once and Destroy Me en de Australian Tour EP die in 2008 uitkwam.

### Soloalbums en Ché
Tijdens zijn tijd met Fu Manchu (1998/1999) kwam Bjork op het idee een soloalbum te maken. Dit werd gerealiseerd in 1999. Zijn eerste soloplaat heette Jalamanta.
Na nog twee albums met Fu Manchu te hebben gemaakt en de lp Sounds of Liberation met zijn de band Ché kwam in 2002 zijn tweede soloplaat Brant Bjork & the Operators uit.
Bjork ging door als soloartiest waar hij af en toe gastoptredens toe liet op de cd's Keep Your Cool uit 2003 en Local Angel die uitkwam in 2004. Hij werd voor zijn soloalbums geïnspireerd door jaren 70-rock.
In 2007 bracht Bjork zijn vijfde soloalbum uit genaamd Tres Dias. Dit is een akoestisch album waarin hij oude nummers opnieuw opnam, maar ook enkele nieuwe. De titel van het album (drie dagen) verwijst naar het aantal dagen waarin Bjork dit album opnam. Hij deed dit in het huis van producer Tony Mason in Joshua Tree, Californië waarmee hij eerder Jalamanta opnam.
Bjork stopte in 2007 met zijn label Duna Records. Het kostte hem te veel tijd en energie. Bjork startte hierna al snel een nieuw label: Desert Punk Recordings. De website van Duna Records fungeert nu als een fansite en forum.
Het eerste album dat Bjork uitgaf op zijn nieuwe label was Punk Rock Guilt in 2008. Dit album bestond uit opnames die hij vanaf december 2005 had opgenomen.
In 2010 kwam zijn volgende album Gods & Goddesses uit die hij in 2009 in Los Angeles had opgenomen. Het was zijn eerste soloalbum waar hij samenwerkte met meerdere artiesten. Artiesten die hebben bijgedragen aan dit album zijn: gitarist Brandon Henderson, oud-Yawning Man-bassist Billy Cordell en oud-Mondo Generator-drummer Giampaolo Farnedi.
Op 2 september 2011 gaf Bjork aan dat hij een nieuw jazz/funkalbum uit zal brengen. Het album zal Jacoozzi heten. De nummers zijn instrumentaal en zijn begin augustus 2013 gemixt.
Tijdens een interview in 2017 gaf Bjork aan dat; "Het is mijn meest veelbesproken plaat en ik heb ‘m niet eens uitgebracht. Zo grappig. Ik heb die plaat in 2010 opgenomen. Terwijl ik wat anders aan het opnemen was, stopte ik opeens middenin een sessie en begon te improviseren, en spontaan nieuwe muziek te maken. En daarna heb ik het op de plank gelegd. Vrijwel direct daarna begon ik platen te maken met Napalm Records. We hadden een ongeschreven afspraak om ons eerst te concentreren op nieuwe muziek met een nieuwe band. Recent zijn we pas gaan overleggen over opnames op de plank en of we daar wat van uit willen brengen. Als ik nog mijn eigen platenlabel zou hebben, had ik Jacoozzi al lang geleden uitgebracht. Sinds ik dat ten grave heb gedragen, heb ik niet de middelen gehad om het uit te brengen. Maar we gaan ons best doen". Het album werd uiteindelijk in april 2019 uitgebracht.
In 2017 bracht Bjork een de 7" Single Falling To Space uit. Op deze plaat stonden de twee nummers; Falling to Space en Frequencies.

### Brant Bjork and the Bros
In 2003 richtte Bjork de band Brant Bjork and the Bros op. De band bestond uit gitarist Mike Pygmie, bassist Dylan Roche, drummer Michael Peffer en Bjork zelf als zanger en bijkomend gitarist. Ze toerden in oktober 2003 door Europa en speelde muziek van Bjorks solomateriaal en nummers van Chés Sounds of Liberation.
Mike Pygmie werd vervangen door Scott Cortez voor de verdere tournee in Europa en Noord-Amerika in 2004. Deze line-up nam het dubbelalbum Saved by Magic op in 2005. Dit album kenmerkte het geluid van Bjorks eerste albums Jalamanta/Sounds of Liberation als soloartiest.
In 2007 kwam het tweede album Somera Sól uit. Op dit album is drummer Michael Peffer vervangen door Alfredo Hernández waarmee hij al eerder mee had samengewerkt in de band Ché.

### Sabbia
In 2006 kwam de film Sabbia uit van filmmaker Kate McCabe waarvoor Brant Bjork de soundtracks schreef. Een aantal nummers die Bjork met the Bros opnam voor het album Saved by Magic zijn te horen in de film. Ook heeft hij solo solomateriaal gebruikt en eerder opgenomen materiaal met verschillende bands waar hij deel van uit maakte. Bjork is ook in de film een aantal keer te zien.

### Vista Chino
In november van 2010 werd bekend dat Bjork zich aansloot bij Kyuss Lives! met Bruno Fevery als gitarist, Nick Oliveri als bassist en John Garcia als zanger. De band toerde in 2011 van maart tot mei door Europa, Australië en Nieuw-Zeeland. In november 2012 werd aangekondigd dat Kyuss Lives! zijn naam had veranderd in Vista Chino.
Het eerste album Peace kwam in september 2013 uit en werd geproduceerd door Bjork. Ook produceerde hij het album van Black Pussy, die hierdoor met Vista Chino toerden door Noord-Amerika.
In een interview in oktober 2014 gaf voormalig bassist Nick Oliveri aan, dat de bandleden ruzie hadden gekregen en dat John Garcia om deze reden de band verliet. Brant Bjork ging werken aan zijn nieuwe album met de band Brant Bjork and the Low Desert Punk Band.

### Brant Bjork and the Low Desert Punk Band
Op 30 mei 2014 speelde hij voor het eerst het nummer "Requiem" live tijdens de Low Desert Punk tour in Australië. De line-up bestond uit Bubba Dupree (Void, Hater), Dave Dinsmore (Bl'ast, Ché) en Tony Tornay (Fatso Jetson).
Op 14 november 2014 bracht bij met de band het album Black Power Flower uit. Voor dit album zijn er in 2015 twee muziekvideo's uitgebracht. Op 9 april de video voor 'Boogie Woogie On Your Brain' en op 27 mei 'Controllers Destroyed'. In deze laatste video is professioneel skateboarder Steve Salba te zien.
In 2016 bracht Bjork met zijn band het album Tao of the Devil uit. Voor dit album werden er drie muziekvideo's opgenomen; The Gree Heen, Stackt en Luvin'. Bjork toerde in 2017 door Nederland en België om het album te promoten. Op 4 oktober speelde hij in de Melkweg, 5 oktober in de Effenaar en 8 oktober deed hij Botanique aan.
Het livealbum Europe '16 werd in 2017 uitgebracht wat Bjork's eerste officiële livealbum was.

### Heavy Psych Sounds 2018–heden
In maart 2018 tekende Bjork bij Heavy Psych Sounds nadat hij vanaf 2014 via Napalm Records drie albums had uitgebracht. Het label sprak over het mogelijk uitbrengen van het album Jacoozzi.
In juni 2018 maakte Bjork bekend dat hij in september 2018 zijn dertiende soloalbum Mankind Woman uit zou brengen. Het is zijn eerste plaat waarin hij intensief samenwerkte met Low Desert Punk Band gitarist Bubba Dupree. Bjork en Dupree schreven de muziek samen met bijdragen Armand Secco Sabal en Nick Oliveri op basgitaar en zanger Sean Wheeler, die tijdens de tour lid was van de Low Desert Punk Band.
De opnames van het album werden in maart 2018 afgerond in Zainaland, een (creatieve)villa van Bjork zijn vrouw Zaina Alwan in Twentynine Palms, Californie. Extra opnamen werden opgenomen door Dupree in het huis van Bjork in Venice, Californie. Opnamen werden gedaan door Yosef Sanbor die tevens de engineer was en speciaal ontworpen FX pendalen leverde voor het album. Sanbor is eigenaar van Massive FX Pedals. De muziek op het album is geïnspireerd door de muziek uit de jaren '60 en '70.
19 juni 2018 werd bekend dat 'Heavy Psych Sounds Records&Booking' bijna de gehele muziek catalogus van Bjork opnieuw als re-release uit zou brengen. Er werd begonnen met de re-release van Tres Dias waarvoor Marcello “Rise Above” Crescenzi een nieuw ontwerp maakte voor de albumhoes. Een week later (op 26 juni) werd de re-release van Local Angel gepresenteerd. Deze albumhoes werd ontworpen door de Nederlander Maarten Donders.
Op 3 juli 2018 bracht Bjork via Facebook het eerste nummer 'Chocolatize' van het album Mankind Woman uit.
Op 5 april 2019 zou het album Jacoozzi worden uitgebracht dat Bjork in 2010 opnam. Een week later (op 12 april) zou hij zijn eerder opgenomen album Keep Your Cool ook opnieuw uitbrengen. Na het heruitgeven van zijn eerste soloplaat Jalamanta deed hij Europa weer aan met een tour. Hij speelde op 21 juni in Doornroosje in Nijmegen.

## Desert Generator/Stoned & Dusted

### 2016
Bjork organiseerde in 2016 (9 april) voor het eerst het festival Desert Generator. De live muziek met als inspiratie de generator parties tijdens de jaren negentig, werden gehouden in Pioneertown (Pappy & Harriets). De line-up bestond uit Red Fang, Brant Bjork and the Low Desert Punk Band, Acid King, Golden Void en Ecstatic Vision.

### 2017
In 2017 (7 en 8 april) organiseerde Bjork (en Ryan Jones) het festival nogmaals wat nu uitgebreid was naar 2 dagen. De locatie van dag 1 was verplaatst van Pappy & Harriets naar Boulder Gardens in Pipes Canyon. Deze dag werd gepromoot als STONED & DUSTED. De line-up bestond uit de bands: Brant Bjork and the Low Desert Punk Band met Sean Wheeler, Fu Manchu en Yawning Man. Dag 2 werd bij Pappy & Harriets gehouden en gepromoot als DESERT GENERATOR and THE ROLLING HEAVY VAN SHOW. Behalve bands (Earthless, Brant Bjork and the Low Desert Punk Band met Sean Wheeler, Orchid, The Shrine en Black Rainbows) was er ook een show met oude busjes. Hoewel hij niet officieel in de line-up stond speelde Nick Oliveri enkele akoestische nummers.

### 2018
In 2018 (26 en 27 mei) bestond de line-up uit; Brant Bjork, Big Business, Nebula, Sasquatch, Yawning Man, The Obsessed, Golden Void, Beastmaker, Ecstatic Vision, Bala, Sean Wheeler en Green Druid.

### 2019
In 2019 (25 en 26 mei) bestond de line-up uit;
Zaterdag 25 mei (Pappy & Harriet's): Brant Bjork, Melvins, Fu Manchu, REZN, (Big) Pig, en een lichtshow door the Mad Alchemy Liquid Light Show.
Zondag 26 mei (geheime locatie: Black Mountain, Acid King, Radio Moscow, Yawning Man, Mondo Generator, King Buffalo, Lo-Pan, Sgt. Papersand Del-Toros, Jessica von Rabbit en Mark Lanegan met een lichtshow van the Mad Alchemy Liquid Light Show.

### Jalamanta Studio
Bjork heeft een huis in Joshua Tree dat hij ombouwde tot zijn eigen opnamestudio (Jalamanta Studios) tijdens de opnamen van het album Peace van de band Vista Chino in 2013. Hij nam zijn achtste soloalbum, Black Power Flower, hier ook op. De studio is vernoemd naar Bjorks debuutalbum Jalamanta.
In 2017 nam Bjork het album Rock 'N' Roll Animals voor de band Bunny Racket op samen met Andy Walker, Robby Krieger, Sam Cutler en Harper Hug. Bjork was hierin de producer en nam zang, drum en percussie op.
Bjork verkocht de ranch (Jalamanta Studio) om Zainaland te kopen. Een villa in Twentynine Palms waar hij onder andere de albums Mankind Woman en Jacoozzi opnam.

## Persoonlijk leven
Bjork is getrouwd en heeft twee kinderen. Hij woont in Venice (Californië).

## Discografie

### Soloalbums
Alle muziek die onder de naam Brant Bjork is uitgebracht kan gezien worden als solo-album (Brant Bjork and the Bros en The Low Desert Punk Band red). Alle muziek met uitzondering van enkele songs is geschreven door Bjork. De reden van om de band te benoemen is om de verzamelde muzikanten in de band te eren.
| Jaar | Titel                       | Opmerkingen                          |
| ---- | --------------------------- | ------------------------------------ |
| 1999 | Jalamanta                   | Componist, tekstschrijver            |
| 2002 | Brant Bjork & the Operators | Componist, tekstschrijver            |
| 2003 | Keep Your Cool              | Componist, tekstschrijver            |
| 2004 | Local Angel                 | Componist, tekstschrijver            |
| 2005 | Saved by Magic              | gitaar, zang                         |
| 2007 | Tres Dias                   | Componist, tekstschrijver            |
| 2007 | Somera Sól                  | gitaar, zang                         |
| 2008 | Punk Rock Guilt             | Componist, tekstschrijver            |
| 2010 | Gods & Goddesses            | Componist, tekstschrijver            |
| 2014 | Black Power Flower          | Gitarist, tekstschrijver en producer |
| 2016 | Tao of the Devil            | Gitarist, tekstschrijver en producer |
| 2017 | Europe '16                  | Gitarist, tekstschrijver en producer |
| 2018 | Mankind Woman               | Gitarist, tekstschrijver             |
| 2019 | Jacoozzi                    | Componist, tekstschrijver            |
| 2020 | Brant Bjork (album)         | Componist, tekstschrijver            |

### Groepsalbums

#### MetChé
| Jaar | Titel                | Opmerkingen  |
| ---- | -------------------- | ------------ |
| 2000 | Sounds of Liberation | gitaar, zang |

#### MetBrant Bjork and the Bros
| Jaar | Titel          | Opmerkingen  |
| ---- | -------------- | ------------ |
| 2005 | Saved by Magic | gitaar, zang |
| 2007 | Somera Sól     | gitaar, zang |

#### MetKyuss
| Jaar | Titel                             | Opmerkingen                               |
| ---- | --------------------------------- | ----------------------------------------- |
| 1990 | Sons of Kyuss                     | Drums                                     |
| 1991 | Wretch                            | Drums, componist, tekstschrijver          |
| 1992 | Blues for the Red Sun             | Drums, componist, tekstschrijver, concept |
| 1994 | (Welcome to) Sky Valley           | Drums, componist, tekstschrijver          |
| 2000 | Muchas Gracias: The Best of Kyuss | Drums, componist, tekstschrijver          |

#### MetFu Manchu
| Jaar | Titel                        | Opmerkingen     |
| ---- | ---------------------------- | --------------- |
| 1994 | No One Rides for Free        | Muziekproducent |
| 1997 | The Action Is Go             | Drums           |
| 1998 | Fu Manchu/Fatso Jetson Split | Drums           |
| 1999 | Eatin' Dust                  | Drums           |
| 1999 | King of the Road             | Drums           |
| 2001 | California Crossing          | Drums           |

#### MetMondo Generator
| Jaar | Titel                             | Opmerkingen                                                   |
| ---- | --------------------------------- | ------------------------------------------------------------- |
| 2000 | Cocaine Rodeo                     | Drums ("13th Floor", "Simple Exploding Man", "Cocaine Rodeo") |
| 2003 | A Drug Problem That Never Existed | Drums                                                         |
| 2004 | Use Once And Destroy Me (dvd)     | Drums                                                         |
| 2006 | "I Never Sleep" – 7"              | Drums ("Here We Come", "Allen's Wrench")                      |
| 2008 | Australian Tour EP 2008           | Drums ("Unless I Can Kill", "Simple Exploding Man")           |

#### MetVista Chino
| Jaar | Titel | Opmerkingen                                  |
| ---- | ----- | -------------------------------------------- |
| 2013 | Peace | Drums, componist, tekstschrijver en producer |

#### MetBrant Bjork and the Low Desert Punk Band
| Jaar | Titel              | Opmerkingen                          |
| ---- | ------------------ | ------------------------------------ |
| 2014 | Black Power Flower | Gitarist, tekstschrijver en producer |
| 2016 | Tao of the Devil   | Gitarist, tekstschrijver en producer |
| 2017 | Europe '16         | Gitarist, tekstschrijver en producer |

### Anders
(Selectief)
| Jaar | Titel                                          | Opmerkingen                                                                |
| ---- | ---------------------------------------------- | -------------------------------------------------------------------------- |
| 1995 | De Con - Balls For Days                        | Drums (uitgegeven op El Camino Records)                                    |
| 1995 | Solarfeast - Gossamer                          | Producer (uitgegeven op El Camino Records)                                 |
| 1996 | L.A.B. - 7" Single                             | Gitaar ("Burning Leaf", "Chihuahua")                                       |
| 1998 | Fatso Jetson - 7" Singles                      | Gitaar ("Blueberries & Chrome", "Swollen Offering", "Accelerator General") |
| 1998 | Meteor City - Welcome to Meteor City           | Gitaar, Fatso Jetson-song ("Procrastination Process")                      |
| 1998 | Desert Sessions - Volumes 1 & 2                | Drum, basgitaar en percussie                                               |
| 1999 | Desert Sessions - Volumes 5 & 6                | Drum, gitaar                                                               |
| 2004 | Auf der Maur - Auf Der Maur                    | Drum ("Followed The Waves", "My Foggy Notion")                             |
| 2005 | Yellow No. 5 - Demon Crossing                  | Drums                                                                      |
| 2005 | Hulk - Cowboy Coffee and Burned Knives         | Gast "Seducer"                                                             |
| 2006 | Sabbia (film/documentaire) - Kate McCabe       | Componist, concept                                                         |
| 2006 | Ten East - Extraterrestrial Highway            | Basgitaar                                                                  |
| 2012 | Earthlings? - Earthlings? (opnieuw uitgegeven) | Conga, "Lightning Song"                                                    |
| 2013 | Black Pussy                                    | Producer (uitgegeven op Made In China Records)                             |
| 2013 | War Drum                                       | Producer                                                                   |